# Torrente Campana
Il Torrente Campana o Aia di Campana è un torrente del Lazio, affluente della riva sinistra del fiume Tevere.

## Territorio
Raccoglie le acque del Fosso delle Fontane di Campo, generato dalle sorgenti dei fontanili siti nel comune di Calvi dell'Umbria.
Nel primo tratto scorre tra il centro storico del comune di Tarano da cui trae probabilmente il toponimo Interamnia, delimitando il territorio comunale di Montebuono, poi prosegue tra i terrazzi fluviali di Cicignano e Colle Orbo nel comune di Collevecchio e Collesala nel comune di Magliano Sabina dove ne delimita il territorio comunale, l'omonima valle e l'antica strada Campana collegavano il Tevere dove nei pressi di Foglia il torrente trova la foce, nell'opposta sponda del Rio di Borghetto nel comune di Civita Castellana.